# Бейбулат Таймієв
Бейбула́т Таймíєв (1779—1832) — політичний лідер кавказьких горян XIX століття. 
О. С. Пушкін у своєму нарисі «Подорож в Арзрум» називає його «грозою Кавказу».

## Життєпис
Бейбулат народився 1779 року в родині колісного майстра на ім'я Таймі, представника Тайпа Білт, в одному з чеченських хуторів неподалік від Шалі — Більтой.

## Похід за Терек
Восени 1802 року з групою в складі семи чоловік Бейбулат перебрався на надутих козлиних тулуках на лівий берег Терека, напав на козачий кордон і вбив 11 козацьких дозорних, помстившись таким чином за свого вбитого друга. Потім він захопив зброю, підпалив козачий кордон і перебрався тим же шляхом назад. Ще молодому Бейбулатові цей вчинок дав ім'я відчайдушного абрека.

Російське командування в своїх наказах військам писало: 
«Неизвестный злодей — чеченец Бейбулат, переправившись нагим через Терек, учинил большое злодеяние, за что мошенника надлежит изловить».
1807 року зі рішенням старійшин вирішив припинити спротив. У вересні отримує чин підпоручика російської армії. Втім вже у 1808 році залишає російське військо й знову відправляється у гори. Протягом наступних 3 років учиняв напади на Кавказьку лінію. Перемовини 1811 року не дали результату, тому Таймієв продовжив боротьбу до 1816 року, коли зрештою замирився з новим командувачем на Кавказі Олексієм Єрмоловим. Від нього бейбулат отримав звання поручика.
До 1819 року Таймієв спокійно мешкав в аулі Гельдіген, коли росіяни не спорудили фортеці Грізна, а 1819 року знищили аул Дади-Юрт. Різанина, яку влаштували росіяни за наказом Єрмолова, спричинила об'єднання чеченців під орудою Б. Таймєва. Активні бойові дії почалися 1821 року. ще більше посилила ненависть чеченців знищення аулу Шалі в 1822 році. Бейбулат постійно здійснював напади на російські поселення, проте до кінця 1822 року чеченці зазнають поразок.
1 січня 1824 року в Ерпелі зустрічався з Єрмоловим. Пізніше, Бейбулат спільно з муллою Магомедом Майртупськимм і Авко Герменчукським почали готувати нове повстання. При цьому Авко було оголошено тимчасовим імамом Чечні. Новий вибух спротиву на чолі із Бейбулатом відбувся влітку 1825 року. Спроба захопити аул герзель виявилася невдалою, але вдалося зайняти Амір-Аджи-юрт. Потім з 60 вершниками спробував раптовим ударом зайняти фортецю Грізна, але марно. 30 січня 1825 року зазнав поразки у битві на річці Аргун. В результаті каральних походів Єрмолами спротив чеченців припинився.

Таймієв виїхав до Персії, звідки повернувся у 1827 році. 1828 року відправився до Аварського ханства. У 1829 році прибув на перемовини з росіянами до Тіфлісу. Про цей випадок згадував О. С. Пушкін в 1829 році в описі своєї подорожі до Ерзерума:
Славный Бей-булат, гроза Кавказа, приезжал в Арзрум с двумя старшинами черкесских селений, возмутившихся во время последних войн. Они обедали у графа Паскевича. Бей-булат мужчина лет тридцати пяти, малорослый и широкоплечий. Он по-русски не говорит или притворяется, что не говорит. Приезд его в Арзрум меня очень обрадовал: он был уже мне порукой в безопасном переезде через горы и Кабарду.
Згодом дотримувався принципу мирного входження Чечні до складу Російської імперії. 1832 року Таймієва вбив Салат-Гірей, князь Аксаю.